# Max Bernstein

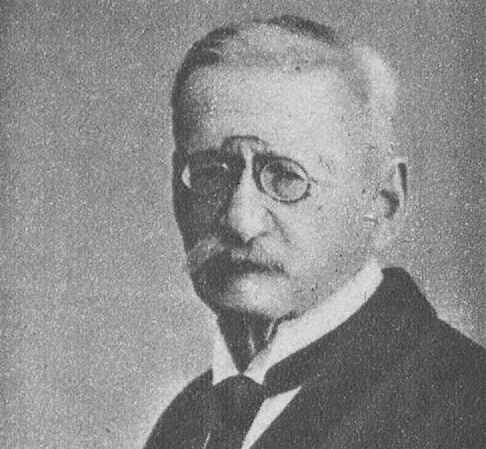
Max Bernstein, um 1924

Max Bernstein (* 12. Mai 1854 in Fürth; † 5. März 1925 in München) war als Kunst- und Theaterkritiker, als Organisator, Anreger und Förderer vieler Schriftsteller und Künstler sowie als Anwalt der literarischen und politischen Opposition eine zentrale Gestalt des literarischen Lebens im Deutschen Reich, dessen Bedeutung weniger in seinem literarischen Werk als in seinen zahlreichen literatur- und kulturhistorisch relevanten Tätigkeiten zu sehen ist.

## Leben
Maximilian Ernst Bernstein wurde als Sohn des Großhändlers Simon und seiner Frau Mathilde Bernstein geboren. Die jüdische Familie gehörte zum gehobenen Bürgertum der Stadt, der Sohn besuchte zunächst die Lateinschule in Fürth, dann Gymnasien in Nürnberg und Frankfurt; Rechtswissenschaften studierte er unter anderem in München, wo er seit 1877 lebte und wo er seit 1881 als selbstständiger Rechtsanwalt tätig war. Er war verheiratet mit der Schriftstellerin Elsa Bernstein, die gemeinsame Tochter Eva war verheiratet mit Klaus Hauptmann, dem Sohn von Gerhart Hauptmann.

## Der Kunstkritiker
Bekannt wurde Bernstein ab 1878 als ein Kunstkritiker, der heftige Satire in der Tradition Heines nicht scheute, unrealistische Kunst gnadenlos verspottete, sich für den Realismus, den Naturalismus, den Impressionismus und die Moderne einsetzte, dabei Mäzenatentum zugunsten eines freien Kunstmarktes (wie dann später von der Secession verwirklicht) strikt ablehnte und mit verschiedenen Zeitschriftenprojekten zur Vorgeschichte etwa der Zeitschriften Kunst für alle und Die Jugend entscheidend beitrug. Insbesondere setzte er sich für Max Liebermann und Bruno Piglhein ein.

## Der Theaterkritiker
Als Theaterkritiker war Bernstein mit seinen detaillierten Besprechungen, die selbst vor der Anführung einzelner Aussprachefehler nicht Halt machten, so gefürchtet, dass er die Spielplanpolitik der Münchener Theater mitbestimmen konnte. Henrik Ibsen verdankt ihm seine große Wirkung in Deutschland, die Durchsetzung Gerhart Hauptmanns auch im süddeutschen Raum ist Bernsteins Verdienst. Mit seiner Ablehnung der großen Ausstattungsstücke (z. B. der Meininger) dieser Zeit wurde er ein theoretischer Vorbereiter Max Reinhardts.

## Literarisches Leben
Auch als durch Deutschland tourender Vortragsredner setzte Bernstein sich für die neue Literatur des Naturalismus ein und begründete diesen bereits Anfang der 1880er Jahre theoretisch in Reden, über die meist auf der ersten Seite überregionaler Blätter (Münchner Neueste Nachrichten, Frankfurter Zeitung, Berliner Tageblatt) berichtet wurde. Er nahm, ohne dies je in Buchform zu veröffentlichen, an diesen prominenten Publikationsorten vieles von dem vorweg, was andere später in Büchern publizierten und was heute als programmatische Begründung des Naturalismus gilt.
Im steten Kampf gegen die Zensur entwickelte Bernstein mit Freunden Methoden, um Theaterstücke trotz eines polizeilichen Verbotes dadurch aufführen zu können, dass man die Aufführung für „unöffentlich“ erklärte. Der Siegeszug von Ibsens Gespenstern in Deutschland ist diesem Trick zu verdanken. Ohne ihn hätte es die Freie Bühne und damit eine der zentralen Instanzen der literarischen Moderne in Deutschland nie gegeben.

## Der Redner
Als frei improvisierender Redner war Bernstein berühmt und konnte die Massen (etwa gegen die Lex Heinze) bewegen. Prozesse, in denen er als Anwalt auftrat, wurden besucht wie sensationelle Theaterstücke, die großen Tageszeitungen druckten seine Plädoyers so ausführlich ab, dass er sich Vorwürfen ausgesetzt sah, das Werbeverbot für Anwälte zu unterlaufen. Das Münchener Amtsgerichtsgebäude musste umgebaut werden, um den Publikumsansturm bewältigen zu können.

## Der Zensuranwalt
Als Rechtsanwalt war Bernstein gefragt bei Schriftstellern und Künstlern in Zensurprozessen aller Art. Die gerichtlichen Auseinandersetzungen um die von ihm verteidigte satirische Zeitschrift Simplicissimus gehören zu den Höhepunkten der Rechtsgeschichte – und wurden von Bernstein und vom Simplicissimus häufig genug durch geplante Provokation zur Erlangung öffentlicher Aufmerksamkeit bewusst vorbereitet.

## Der politische Anwalt
Bernstein war der Staranwalt der politischen Opposition im Kaiserreich. Während der 1880er war er Anwalt der SPD und konnte in spektakulären Prozessen die Unhaltbarkeit der im Sozialistengesetz erhobenen Vorwürfe nachweisen. Er verteidigte Maximilian Harden (und wurde von Wilhelm II. als „gemeingefährlich“ bezeichnet), die aufständischen Bauern von Fuchsmühl, Louis Stern, Erich Mühsam oder Felix Fechenbach.

## Der Schriftsteller
Bernstein selbst betrachtete seine literarische Tätigkeit als Freizeitbeschäftigung und war sich dessen bewusst, mit seinen teilweise erfolgreichen Lustspielen den literarischen Ansprüchen nicht genügen zu können, die er selbst als Kritiker an andere stellte. Doch nutzte er das Medium der Unterhaltungsdramatik zur Vermittlung linksliberaler Wertvorstellungen wie moderne Mädchenerziehung, freie Sexualität, Emanzipation, Ablehnung des Antisemitismus, soziale Verantwortung, demokratische Grundeinstellung etc. an ein breites Publikum. Sprachliche Qualität haben seine nie gesammelten, über seine Reden, Plädoyers und Theaterstücke bunt verstreuten Aphorismen.

## Der Salon Bernstein
Gemeinsam mit seiner Frau Elsa unterhielt Bernstein einen der bedeutendsten Salons der Jahrhundertwende im palastartigen Rundtreppenhaus an der Brienner Straße. Schon bald wurde er weit über München hinaus als ein Gipfeltreffen der geistigen Welt bekannt. Hier verkehrten u. a. Theodor Fontane, Henrik Ibsen, Paul Heyse, Gerhart Hauptmann, Thomas Mann, Ludwig Ganghofer, Ludwig Thoma, Frank Wedekind, Hugo von Hofmannsthal, Rainer Maria Rilke, Max Halbe, Hermann Sudermann, Otto Brahm, Ricarda Huch, Eduard von Keyserling, Georg Hirth, Erich Mühsam, Klabund, Franziska zu Reventlow, Annette Kolb, Tilla Durieux, Richard Strauss, Engelbert Humperdinck, Bruno Walter, Franz von Stuck, Olaf Gulbransson, Friedrich August von Kaulbach, Hedwig und Alfred Pringsheim, Maximilian Harden und Max Weber.

## Werke (in Auswahl)
- Mein neuer Hut – Plauderei in einem Aufzug (Uraufführung München 1881)
- Der kleine Hydriot (Kunstkritiken, 1884)
- Münchener Bunte Mappe (Anthologie, 1884)
- Kleine Geschichten (Erzählungen 1888)
- Münchener Jahresausstellung von Kunstwerken aller Nationen (1889)
- Blau (Lustspiel 1894)
- D’ Mali (Schauspiel 1903)
- Narrische Leut’ (Erzählungen 1904)
- Herthas Hochzeit (Lustspiel 1907)
- Die Sünde (Lustspiel 1909)
- Der gute Vogel (Lustspiel 1913)
- Herrenrecht (Schauspiel 1916)
- Gesindel (Soziales Drama 1921)
- Theaterbriefe (Kritiken in den Münchner Neuesten Nachrichten)